# Anastasio Alfaro
Anastasio Alfaro (Alajuela, 16 febbraio 1865 – San José, 20 gennaio 1951) è stato uno zoologo, geologo e archeologo costaricano.

## Biografia
Alfaro nacque da agricoltori benestanti e rimase orfano di madre in giovane età.
Sia nella scuola elementare, sia poi all'Instituto de Alajuela fu uno studente eccellente. Tra i suoi professori, vi fu don León Fernández, che lo indirizzò alla ricerca naturalista e storica. 
Studiò quindi all'Instituto Nacional di San José e, nel 1883, conseguì il Bachillerato in Arti presso l'Università di Santo Tomás.
Studiò poi diritto e fu ammesso al tirocinio, ma non esercitò mai la professione di avvocato.
Fra le collaborazioni vi fu anche quella con l'Annuario Statistico, una pubblicazione che includeva anche osservazioni meteorologiche.
Sin da giovane si interessava della collezione di uccelli, insetti, piante e minerali. A partire dal 1885, Alfaro sollecitò presso il Presidente della Repubblica don Bernardo Soto la fondazione del Museo Nazionale della Costa Rica, cosa che avvenne nel 1887 (si recò anche a New York per verificare la struttura dello Smithsonian Institute, in modo da individuare la forma migliore per concretizzare la sua idea); poi ne fu direttore, dal 1887 al 1930, con una breve pausa, negli anni 1917 e 1918, quando svolse l'incarico di Segretario della Pubblica Educazione.
Dedicò gran parte della sua vita al ruolo di professore di Scienze presso il Colegio de Señoritas.
Alla sua morte avvenuta nel 1951, per la prima volta fu decretato il Lutto di Stato  per la morte di uno scienziato. In seguito, dopo la sua morte, il Congresso Nazionale lo dichiarò Benemerito della Patra.
Fu di carattere estremamente poliedrico: infatti, pubblicò opere di filosofia, archeologia, storia e storia naturale.

## Opere
- Lista de las plantas encontradas hasta ahora en Costa Rica (1888)
- Entología centro-americana (1892)
- Catálogo de las antigüedades de Costa Rica exhibidas (1892)
- Antigüedades de Costa Rica (1896)
- Arqueología Criminal Americana (1906)
- Buenas construcciones (1911)
- Investigaciones Científicas (1935)
- El Delfín de Corubicí (1923)
- Petaquilla (1917)